# キューディッペー
キューディッペー（古代ギリシア語: Κυδίππη, Kudíppē）は、ギリシア神話に登場する女性の名前である。
- ネーレウスとドーリスの娘で、ネーレーイデスの1人[1][2]。
- 女神ヘーラーの神殿に仕える女神官で、クレオビスとビトーン兄弟の母[3]。
- ロドス島の王オキモスとニュンペーであるヘーゲートリアの娘。オキモスの兄弟であるケルカポスと結婚した[4]。
- アテーナイの少女。ケオース島の青年であるアコンティオス（英語版）に嫁した[5]。